# Yamato Hime no Ōkimi
Yamato Hime no Ōkimi, född okänt år, död efter 671, var en japansk kejsarinna (661-671), gift med sin farbror kejsar Tenji. 